# Le Moyen de Roger
Le Moyen de Roger est une nouvelle de Guy de Maupassant, parue en 1885.

## Historique
Signée Maufrigneuse, Le Moyen de Roger est une nouvelle initialement publiée dans le quotidien Gil Blas  du 3 mars 1885, puis reprise dans le recueil Toine.

## Résumé
Le soir de ses noces avec une veuve particulièrement hardie, Roger est déconcerté, bras et jambes coupés... Mais il a trouvé le moyen de « dénouer les aiguillettes, comme aurait dit le sire de Brantôme. »

## Éditions
- 1885 - Le Moyen de Roger, dans Gil Blas
- 1886 - Le Moyen de Roger, dans le recueil Toine aux éditions Marpon-Flammarion, coll. Bibliothèque illustrée.
- 1979 - Le Moyen de Roger, dans Maupassant, Contes et Nouvelles, tome II, texte établi et annoté par Louis Forestier, éditions Gallimard, Bibliothèque de la Pléiade.

## Lire
- Lien vers la version de  Le Moyen de Roger dans Toine